# Співзалежність
Співзалежність — патологічний стан, що характеризується глибоким проникненням і сильною емоційною, соціальною або навіть фізичною залежністю від іншої людини. Найчастіше термін вживається по відношенню до рідних і близьких алкозалежних, наркозалежних та інших людей із залежностями, але далеко не обмежується ними.

## Особливості
Співзалежна людина, дозволивши поведінці іншої людини впливати на себе, стає повністю поглинена тим, щоб контролювати дії цієї іншої людини, і таким чином регулювати власний стан.
Для стану співзалежності типово:
- Омана, заперечення, самообман;
- компульсивні дії;
- «заморожені» почуття;
- Низька самооцінка, ненависть до себе, почуття провини;
- Придушений гнів, неконтрольована агресія;
- Тиск і контроль за іншою людиною, нав'язлива допомога;
- Зосередженість на інших, ігнорування своїх потреб, психосоматичні захворювання;
- Проблеми спілкування, проблеми в інтимному житті, замкнутість, депресивна поведінка, суїцидальні думки.

## Соціальні моделі
У соціальній психології виділяється кілька ролей співзалежних людей. Відома модель «Трикутник Карпмана», в якій виділяють:
- роль «рятівника»;
- роль «переслідувача»;
- роль «жертви».